# Landet för länge sedan II: Äventyret i den förbjudna dalen
Landet för länge sedan II: Äventyret i den förbjudna dalen (engelska: The Land Before Time II: The Great Valley Adventure) är den första uppföljaren till Landet för längesedan. Filmen släpptes direkt till video 1994.

## Handling
Lillefot och hans vänner är trötta på att bli behandlade som barn och bestämmer sig för att rymma. När de på natten smyger iväg ser de två äggtjuvar som stjäl ett av Kvackys föräldrars ägg. Lillefot och vännerna jagar dem och äggtjuvarna tappar bort ägget under flykten. I tumultet rullar ägget obemärkt nerför slänten och hamnar i Kvackis familjs rede igen samtidigt som en stenvägg rasar och blottar vägen ut till Andra Sidan där de köttätande dinosaurierna lever. Lillefot och vännerna hittar ett annat ägg som de till en början tror hör till Kvackis familj, men när de ser att det rätta ägget är tillbaka på sin plats bestämmer de sig för att bli föräldrar till det okända ägget. När det kläcks visar det sig att ungen är en Vasstand (en Tyrannosaurus Rex). Lillefot och hans vänner döper honom till Chomper. Det dröjer inte lång tid innan Chompers föräldrar kommer in i Stora Dalen för att leta efter honom.

## Röster i urval
| Figur            | Originalröst   | Svensk röst            |
| ---------------- | -------------- | ---------------------- |
| Lillefot         | Scott McAfee   |                        |
| Cera             | Candace Hutson | Eleonor Telcs-Lundberg |
| Kvacki           | Heather Hogan  | Annelie Berg Bhagavan  |
| Petrie           | Jeff Bennett   | Staffan Hallerstam     |
| Berättare        |                | Sture Ström            |
| Ozzy             | Jeff Bennett   | Mattias Knave          |
| Strut            | Rob Paulsen    |                        |
| Lillefots morfar | Kenneth Mars   | Sture Ström            |
| Lillefots mornor | Linda Gary     | Annelie Berg Bhagavan  |

### Fotnoter
1. ↑  John Cawley (27 mars 2007). ”Direct-to-Video Sequels: Franchised and Fancy Free” (på engelska). Animation World Network. http://www.awn.com/animationworld/direct-video-sequels-franchised-and-fancy-free. Läst 27 augusti 2016.
2. ↑  ”The land before time = Landet för länge sedan | Svensk mediedatabas (SMDB)”. smdb.kb.se. https://smdb.kb.se/catalog/id/001384852. Läst 9 oktober 2018.